# Syringura pulchra
Syringura pulchra är en fjärilsart som beskrevs av Butler 1876. Syringura pulchra ingår i släktet Syringura och familjen bastardsvärmare. Inga underarter finns listade i Catalogue of Life.